# 22e cérémonie des Gotham Independent Film Awards
La 22e cérémonie des Gotham Independent Film Awards, décernés par l'Independent Feature Project, a eu lieu le 26 novembre 2012, et a récompensé les films indépendants réalisés dans l'année,.

## Palmarès

### Meilleur film
- Moonrise Kingdom
  - Bernie
  - The Master
  - Middle of Nowhere
  - Voyage en terre solitaire (The Loneliest Planet)

### Meilleure révélation de l'année (réalisateur)
- Benh Zeitlin pour Les Bêtes du sud sauvage (Beasts of the Southern Wild)
  - Zal Batmanglij pour Sound of My Voice
  - Brian M. Cassidy et Melanie Shatzky pour Francine
  - Jason Cortlund et Julia Halperin pour Now, Forager
  - Antonio Méndez Esparza pour Aquí y Allá

### Meilleure révélation de l'année (acteur/actrice)
- Emayatzy Corinealdi pour le rôle de Ruby dans Middle of Nowhere
  - Mike Birbiglia pour le rôle de Matt Pandamiglio dans Sleepwalk with Me
  - Thure Lindhardt pour le rôle d'Erik Rothman dans Keep the Lights On
  - Melanie Lynskey pour le rôle d'Amy dans Hello I Must Be Going (en)
  - Quvenzhané Wallis pour le rôle d'Hushpuppy dans Les Bêtes du sud sauvage (Beasts of the Southern Wild)

### Meilleure distribution
- Safety Not Guaranteed
  - Bernie
  - Happiness Therapy (Silver Linings Playbook)
  - Moonrise Kingdom
  - Ma meilleure amie, sa sœur et moi

### Meilleur film documentaire
- How to Survive a Plague
  - Detropia
  - Marina Abramović: The Artist Is Present
  - Room 237
  - The Waiting Room

### Meilleur film qui ne passe pas dans un cinéma près de chez vous
- An Oversimplification of Her Beauty
  - Kid-Thing
  - Red Flag
  - Sun Don't Shine
  - Tiger Tail in Blue

### Tribute Award
- Marion Cotillard
- Matt Damon
- David O. Russell
- Jeff Skoll

### Audience Award
- Artifact
  - Les Bêtes du sud sauvage (Beasts of the Southern Wild)
  - Burn
  - Once in a Lullaby: PS 22 Chorus Story
  - The Invisible War